# Kara Milovy
Kara Milovy é uma personagem do filme The Living Daylights, décimo-quinto da série cinematográfica de James Bond e primeiro com Timothy Dalton no papel do espião britânico.

## Características
Kara é uma violoncelista. Ingênua, é usada numa farsa que pretende fazer com que os serviços secretos do Ocidente se convençam de que o general Koskov, seu namorado, pretende desertar para o Oeste.

## Filme
Ela aparece nas primeiras cenas do filme tocando num concerto em Bratislava, na Tchecoslováquia, onde Bond também se encontra, com a missão de proteger a vida de Koskov, que pretende desertar ali. Depois do concerto, quando Bond vigia a rua do alto de um prédio com uma luneta telescópica, descobre Kara numa outra janela, apontando um rifle para onde Koskov deverá estar. Bond dispara e em vez de matá-la, apenas tira o rifle de suas mãos, dizendo ao agente do MI-6 que o acompanhava - e que mandou matá-la - que só mata profissionais, e que a garota parece não distinguir o cano da culatra. Na verdade, o rifle de Kara continha apenas munição de festim e o atentado era uma farsa.
Kara e Bond encontram-se novamente em Bratislava, e ele a convence ser um amigo de Koskov, que pretensamente desertou, e pode levá-la para o Ocidente ao encontro de Koskov através da Áustria. Os dois acabam fugindo pelas montanhas cobertas de neve em meio a uma grande perseguição da polícia da fronteira, usando até a caixa do violoncelo de Milovy como trenó. Kara fala de seu amor por Koskov, dizendo que deve tudo a ele, educação, formação como música e até seu violoncelo Stradivarius. Entretanto, a proximidade pelo perigo constante e pela fuga faz com que ela caia nos braços de 007.
Apesar de drogar Bond, após conseguir falar por telefone com Koskov e este lhe dizer que 007 era um espião da KGB, a influenciável violoncelista acaba se convencendo que Koskov na verdade pretendia matá-la após desertar e se alia a 007. Os dois são levados ao Afeganistão, a uma base aérea russa, presos por Koskov, mas escapam. Caindo prisioneiros do outro lado, dos guerrilheiros Mujahideen, eles participam de um ataque geral à base soviética, destruindo os planos de contrabando de ópio e armas do general.
No fim da trama, pelos seus serviços ajudando Bond, ela recebe asilo no ocidente, onde se torna uma solista de violoncelo famosa. Na cena final, ela e Bond encontram-se em seu camarim após um concerto em Moscou - para onde ela recebeu salvo conduto para tocar dado pelo General Gogol, como parte de uma grande turnê pela Europa - e os dois caem nos braços um do outro.